# Lista de missões diplomáticas na Transnístria
A Transnístria é um Estado com reconhecimento limitado, que se separou da Moldávia após a Guerra da Transnístria em 1992. A Transnístria não recebeu reconhecimento de nenhum Estado membro da ONU. Foi reconhecido como um Estado independente apenas pela Abecásia, Artsaque e Ossétia do Sul. Atualmente, a capital Tiraspol não abriga embaixadas, mas dois escritórios de representação e um consulado.

## Embaixadas
- Nenhuma.

## Escritórios de representação

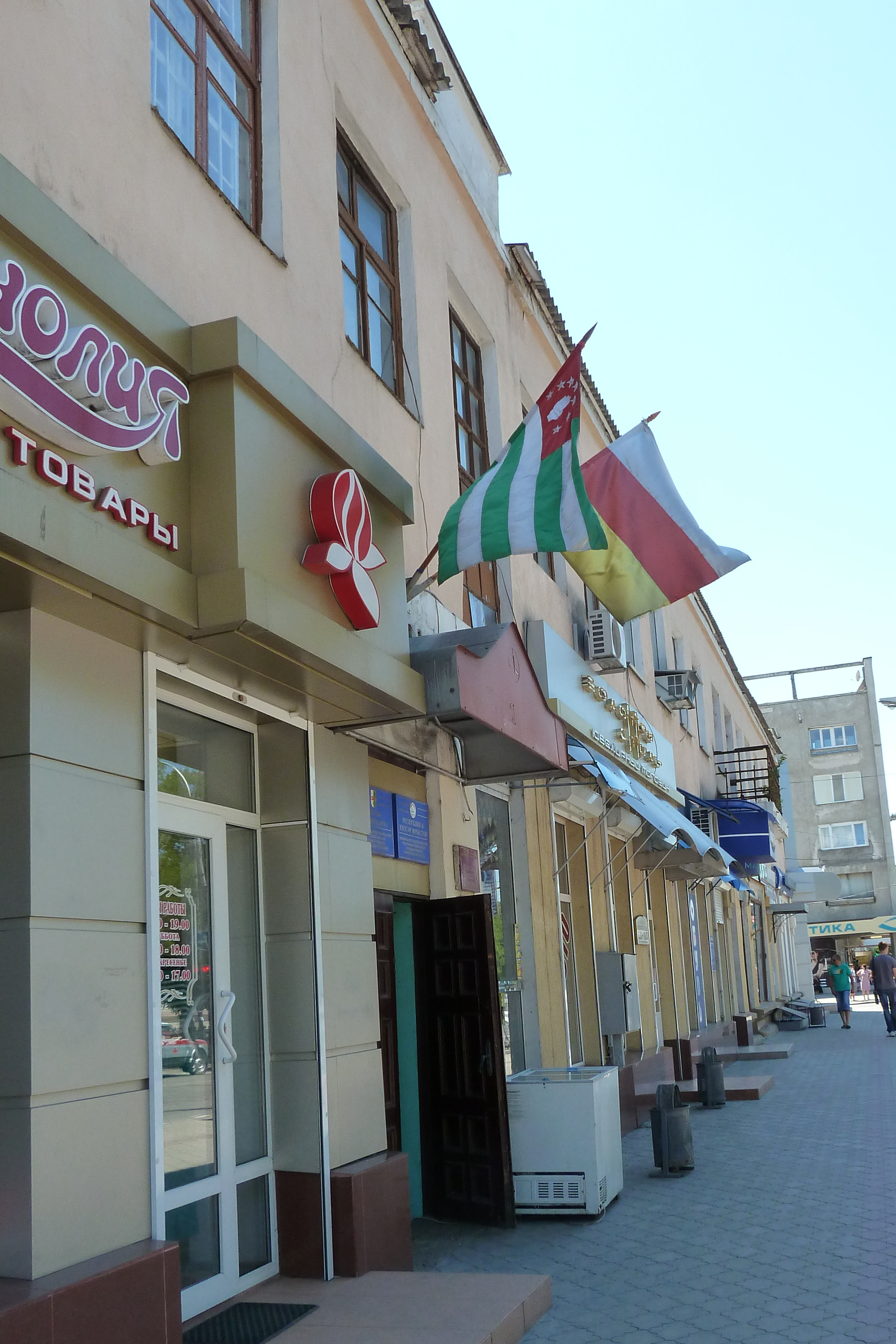
Representações da Abecásia e da Ossétia do Sul em Tiraspol.

#### Tiraspol
- Abecásia[1]
- Ossétia do Sul[2]

## Consulados

#### Tiraspol
- Rússia (Escritório consular)[3]